# Voo Aerolinee Itavia 870
O Voo Aerolinee Itavia 870 (IH 870, AJ 421) foi um voo comercial italiano operado por um McDonnell Douglas DC-9-15, que caiu no Mar Tirreno entre Ponza e Ústica, matando todos a bordo, enquanto fazia um voo de Bolonha para Palermo em 1980. Ficou conhecido na Itália como Strage di Ustica (O desastre de Ústica), (Ústica é uma pequena ilha perto do local do acidente) o desastre levou a inúmeras investigações, ações legais e acusações, e continua a ser uma fonte de especulação, incluindo alegações de conspiração pelo governo italiano e outros. O ex-presidente italiano Francesco Cossiga atribuiu a causa do acidente como um míssil disparado de uma aeronave da Marinha Francesa, apesar de provas contrárias apresentadas no relatório do Tribunale di Roma, 14 anos depois do acidente. Em 23 de janeiro de 2013, o tribunal superior da Itália decidiu que havia "abundantemente" uma evidência clara de que o voo foi derrubado por um míssil. Até à data, este continua a ser o pior acidente da aviação envolvendo um McDonnell Douglas DC-9-15.

## Detalhes do voo e da aeronave
A aeronave envolvida no Voo Aerolinee Itavia 870, um McDonnell Douglas DC-9-15, foi adquirida em 27 de fevereiro de 1972 com o número de série CN45724/22 e o registro I-TIGI (anteriormente N902H, que foi operado pela Hawaiian Airlines). A aeronave foi fabricada em 1966. Um voo regular programado do 	Aeroporto Internacional Guglielmo Marconi, Bolonha para o Aeroporto Internacional Falcone Borsellino, Palermo, Sicília, em 27 de junho de 1980, ele partiu 1 hora e 53 minutos de atraso às 20h08 CET (16h08 Horário de Brasília). O voo transportava 77 passageiros e 4 tripulantes, com o piloto Domenico Gatti e o co-piloto Enzo Fontana, com dois comissários de bordo. O controle de tráfego aéreo identificou como IH 870, enquanto o sistema de radar militar identificou como AJ 421.
A aeronave caiu no mar Tirreno perto de Ústica, cerca de 130 km a sudoeste de Nápoles e cerca de 140 km ao norte de Palermo, às 20h59 CET. Todas as 81 pessoas a bordo foram mortas.
Dois F-104s da Força Aérea Italiana decolaram ás 21h00 CET (17h00 Horário de Brasília) da Base Aérea de Grosseto para encontrar a área do acidente e para encontrar sobreviventes, mas falharam devido à pouca visibilidade. Em julho de 2006, fragmentos achados do Douglas DC-9 foram re-montados e devolvidos de Bolonha a Base Aérea Pratica di Mare, perto de Roma.

## Investigação
Depois de anos de investigações, nenhuma explicação oficial ou relatório final foi fornecido pelo governo italiano. Em 1989, a Comissão Parlamentar de Terrorismo, liderada pelo senador Giovanni Pellegrino, emitiu uma declaração oficial sobre o desaparecimento do voo 870, que ficou conhecido como o Massacre de Ústica.
A sentença definitiva afirmou:
| “ | (...) O incidente do DC-9 ocorreu após uma ação de interceptação militar, o DC-9 foi abatido, a vida de 81 cidadãos inocentes foi destruída por uma ação propriamente descrita como um ato de guerra, uma verdadeira guerra não declarada, uma ação secreta da Polícia Internacional, contra o nosso país, que violou as suas fronteiras e direitos. (...) | ” |

Os preparadores do crime não foram identificados. O tribunal, incapaz de prosseguir, declarou o caso arquivado.
Em junho de 2008, os promotores de Roma reabriram a investigação sobre o acidente, após o ex-presidente italiano Francesco Cossiga (que era primeiro-ministro quando o incidente ocorreu) ter dito que o DC-9 tinha sido abatido por um avião da Marinha Francesa, que voava no local. Em 7 de Julho de 2008, o Presidente Francês Nicolas Sarkozy apresentou uma reclamação de indenização.

### A acusação de "alta traição" contra a Força Aérea Italiana
O papel do pessoal da Força Aérea Italiana na tragédia não está claro. Vários deles foram investigados e levados ao tribunal para uma série de infracções, incluindo falsificação de documentos, perjúrio, abuso de mandato, e ajudando e instigando. Quatro generais foram acusados de alta traição, sobre as alegações de que eles obstruíram a investigação do governo do acidente por retenção de informações sobre o controle de tráfego aéreo no momento do Desastre de Ústica.
A primeira decisão, em 30 de abril de 2004, pronunciou dois dos generais, Corrado Melillo e Zeno Tascio, não culpados de alta traição. Pequenas acusações contra um número de outros militares também foram abandonadas. O abuso de posto de trabalho deixou de ser válido, devido a algumas alterações na legislação, e as outras alegações não puderam ser prosseguidas devido à prescrição, uma vez que os acontecimentos ocorreram há mais de 15 anos.
Por essa mesma razão, não se podia agir contra os outros dois generais, Lamberto Bartolucci e Franco Ferri. No entanto, a decisão não os absolveu, e eles ainda eram acusados de traição. Insatisfeitos, apelaram, e em 2005 o tribunal de apelações decidiu que as acusações foram feitas por motivos insuficientes. Em 10 de Janeiro de 2007, o Tribunal de Cassação italiano confirmou esta decisão e encerrou definitivamente o processo, absolvendo completamente Bartolucci e Ferri de qualquer irregularidade.
Em Junho de 2010, o Presidente italiano Giorgio Napolitano exortou todas as autoridades italianas a cooperarem na investigação do incidente.
Em setembro de 2011, o tribunal civil de Palermo ordenou ao governo italiano que pagasse 100 milhões de euros (137 milhões de dólares) em danos civis aos familiares das vítimas por não terem protegido o voo e ocultado a verdade e destruído provas.
Finalmente, em 23 de janeiro de 2013, o tribunal superior da Itália decidiu que havia "abundante" evidência clara de que o voo foi derrubado por um míssil perdido e confirmando a ordem do tribunal inferior de que o governo italiano deveria pagar uma indemnização.
Em abril de 2015, o tribunal de apelações de Palermo confirmou as sentenças do tribunal civil de Palermo em 2011 e rejeitou o recurso do advogado estadual.

## Teorias
As especulações na época e nos anos posteriores foram alimentadas em parte por relatórios da mídia, declarações de oficiais militares e gravações do controle de tráfego aéreo, incluindo imagens do radar e destroços; Particularmente, trilhas de objetos movendo-se em altas velocidades.

### Atentado Terrorista
Depois da série de bombardeios que atingiu a Itália na década de 1970, um atentado terrorista foi a primeira explicação a ser proposta. Considerou-se que o voo estava atrasado de Bolonha por quase três horas, aparentemente o temporizador teria sido definido para realmente causar uma explosão no Aeroporto Internacional Falcone Borsellino, ou em um voo adicional do mesmo avião da Aerolinee Itavia. A comissão técnica que apoiou um inquérito judicial de 1990 informou que uma explosão no toalete traseiro e não uma greve de mísseis foi a única conclusão suportada pela análise do naufrágio.
Quatorze anos após o acidente - em 1994 - uma investigação conjunta levada a cabo pela Agência de Investigação de Acidentes Aéreos (AAIB) e investigadores italianos encontraram provas físicas conclusivas (conforme os destroços recuperados) que uma bomba realmente tinha explodido no meio do voo no toalete. Uma grande parte da fuselagem do Douglas DC-9 ao redor do toalete nunca foi recuperada (presumivelmente desintegrada na explosão), e testando um lavatório do Douglas DC-9 separado, a estrutura envolvente do toalete mostrou deformidades quase idênticas em comparação com as estruturas recuperadas dos destroços. No entanto, os tribunais italianos julgou este relatório final como insignificante para sua própria investigação, e o relatório nunca foi considerado.

### Míssil durante operação militar
As fontes principais na mídia italiana alegaram ao longo dos anos que a aeronave foi abatida durante uma Dogfight envolvendo a Líbia, Estados Unidos, França e a Força Aérea Italiana em uma tentativa de assassinato por membros da OTAN sobre um importante político líbio, talvez até o líder Muammar al-Gaddafi, que estava voando no mesmo espaço aéreo naquele final de tarde. Esta versão foi apoiada em particular pelo magistrado de investigação, Rosario Priore em 1999. Priore disse em seu relatório final que sua investigação foi deliberadamente obstruída pelos militares italianos e membros do serviço secreto, em conformidade com os pedidos da OTAN.
De acordo com a imprensa italiana, documentos dos arquivos do serviço secreto líbio transmitidos à Human Rights Watch após a Segunda batalha de Trípoli mostram que o voo 870 e os caças líbios foram atacados por dois caça franceses.
Em 18 de julho de 1980, 21 dias após o Voo Aerolinee Itavia 870, os destroços de um MiG-23 líbio foram encontrados na La Sila em Castelsilano, na Calábria, no sul da Itália, segundo relatos oficiais.

## Teorias da conspiração
Há teorias de conspiração escondendo este evento, com base na série de eventos que se seguiram ao acidente aéreo. Por exemplo, o navio que realizou a busca de detritos no fundo do Mar Tirreno era francês, mas apenas os funcionários dos Estados Unidos tinham acesso às peças de aeronaves que encontraram. Vários relatórios do radar foram apagados e vários generais italianos foram indiciados 20 anos depois por obstrução à justiça. A dificuldade que os investigadores e os familiares das vítimas tiveram em receber informações completas e confiáveis sobre o Desastre de Ústica têm sido popularmente descritas como un muro di gomma (literalmente, uma parede de borracha), porque as investigações pareciam "rebater".

## Memorial

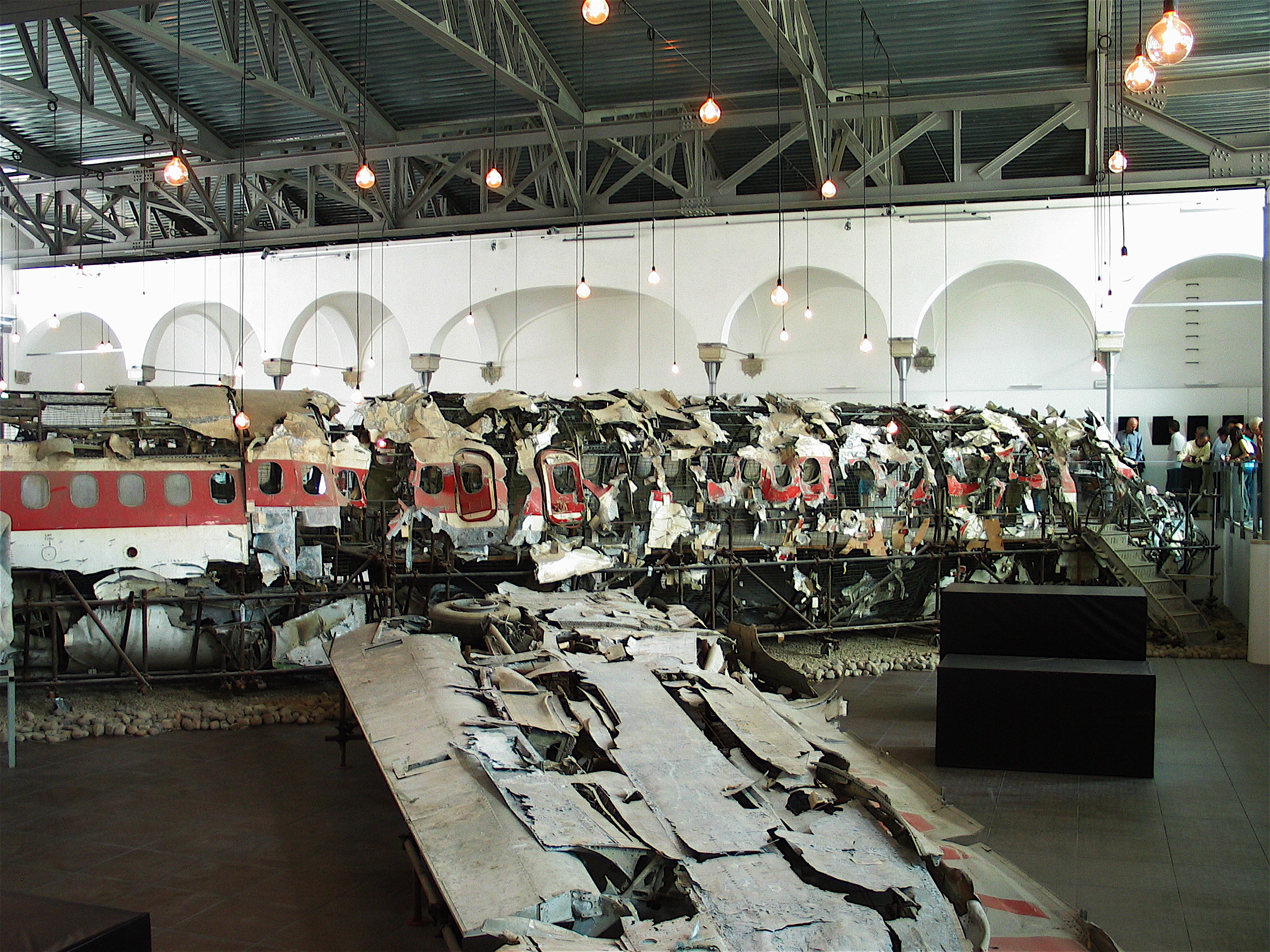
Destroços do Douglas DC-9 no Museu da Memória de Ústica, Bolonha, Itália

Em Bolonha, em 27 de Junho de 2007, foi aberto o Museu da Memória de Ústica. O museu está em posse de partes do avião, que são montados e em exibição. Quase toda a fuselagem externa do Douglas DC-9 foi reconstruída. No museu há também objetos pertencentes a aqueles a bordo que foram encontrados no mar perto do avião. Christian Boltanski foi comissionado para produzir uma instalação específica do lugar. A instalação consiste em:
- 81 lâmpadas pulsantes penduradas sobre o avião
- 81 espelhos negros
- 81 alto-falantes (atrás dos espelhos)

Cada alto-falante descreve um simples pensamento ou preocupação (por exemplo, "quando eu chegar, vou para o mar") Todos os objetos encontrados estão contidos em uma caixa de madeira coberta com uma pele de plástico preto. Um pequeno livro com as fotos de todos os objetos e várias informações está disponível para o visitante mediante solicitação.

## Dramatização
A história do acidente foi apresentada na 13° temporada do canal canadense National Geographic, no programa Mayday em um episódio intitulado "Massacre sobre o Mediterrâneo" (conhecido como Mayday! Desastres Aéreos em Brasil e Portugal). O documentário examinou a pesada pressão pública colocada sobre os investigadores para descobrir a causa do acidente, e também considerou as três investigações técnicas separadas que ocorreram. A mostra avançou finalmente as conclusões da terceira e última investigação técnica que concluiu que uma Descompressão explosiva que ocorreu dentro ou sobre a posição do toalete traseiro.
O documentário criticou muito o fato de o poder judiciário italiano não ter divulgado oficialmente a terceira investigação técnica ao público, ou considerar sua conclusão de que os míssil não eram responsáveis. David Learmount, da Flight International, fez as seguintes observações:
- | “ | O Judiciário na Itália achou que as descobertas de Frank Taylor eram inconvenientes, não creio que elas tenham ordenado que não fossem publicadas, apenas tomaram a decisão de não publicá-las; | ” |
- | “ | Sinto muito, mas a Itália é um lugar terrível para ter um acidente de aviação. Se você quer a verdade, é menos provável que a encontre lá do que em qualquer outro lugar do mundo; | ” |
- | “ | A equipe de Frank Taylor não chegou a nenhuma conclusão a não ser aquelas baseadas em evidências físicas duras. Não houve teorização acontecendo. | ” |

Frank Taylor, que foi um dos investigadores britânicos participantes da terceira investigação técnica também comentou:
| “ | Nós descobrimos muito claramente que alguém tinha plantado uma bomba lá, mas ninguém do lado legal, ao que parece, acreditava que nós e, portanto, até agora Como sabemos, não houve uma busca adequada de quem o fez, por que o fizeram, ou qualquer outra coisa. Como engenheiro e investigador, não consigo entender por que ninguém quereria considerar outra coisa senão a verdade.. | ” |